# Nothin' Shakin' (But the Leaves on the Trees)
Nothin' Shakin' (But the Leaves on the Trees) est une chanson écrite par Eddie Fontaine, Cirino Colacrai, Diane Lampert et John Gluck, Jr, et publiée par Fontaine en 1958.
Elle a été reprise, entre autres, par Billy « Crash » Craddock, Dr Feelgood, Billy Fury, Linda Gail Lewis.

## Reprises

### The Beatles
Pistes inédites de Live at the BBC
Lonesome Tears in My Eyes The Hippy Hippy Shake
En début de carrière, les Beatles on souvent joué cette chanson sur scène. Un enregistrement amateur d'une prestation au Star-Club de Hambourg est inclus dans le bootleg Live! at the Star-Club in Hamburg, Germany; 1962 publié en 1977.
De plus, le groupe l'a enregistré le 10 juillet 1963 en direct des studios de la BBC pour leur émission radio Pop Go the Beatles (en) du 23 juillet avec George Harrison au chant principal.

#### Personnel
- George Harrison – chant, guitare
- Paul McCartney – basse
- John Lennon – guitare rythmique
- Ringo Starr – batterie

## Chansons au titre similaire
Ain't Nothin' Shakin' (But the Leaves) est une chanson country écrite par les auteurs-compositeurs de Nashville, Dallas Frazier et A. L. « Doodle » Owens; elle a été enregistrée en 1966 par Connie Smith et George Jones.
Ain't Nuthin' Shakin' écrite par Alvin Lee en 1978 a été initialement intitulée Ain't Nuthin' Shakin' (But the Leaves on the Trees), mais est nettement différente de la chanson de Fontaine.

## Palmarès

### Eddie Fontaine
| Palmarès (1958)        | Position |
| ---------------------- | -------- |
| U.S. Billboard Hot 100 | 64       |

### Billy «Crash» Craddock
| Palmarès (1972)                    | Position |
| ---------------------------------- | -------- |
| U.S. Billboard Hot Country Singles | 10       |
| Canadian RPM Country Tracks        | 1        |